# José Adem
José Adem Chahín (Túxpam, Ver., 27 de octubre de 1921 - Ciudad de México, 14 de febrero de 1991), fue un matemático y académico mexicano de padres libaneses. Se casó con Matilde Ruiz y tuvo tres hijos José, Matilde y Sofía, cada uno de sus hijos tuvo dos hijos 

## Estudios
Fue hijo de Jorge Adem y Almas Chahín, emigrantes libaneses y hermano del geofísico Julián Adem. Se trasladó a la Ciudad de México e ingresó en 1941, a la Escuela Nacional de Ingenieros de la Universidad Nacional Autónoma de México de manera simultánea estudió la carrera de matemáticas en la Facultad de Ciencias. Una vez obtenida la licenciatura realizó cursos de posgrado y seminarios en la misma Facultad de 1946 a 1948. Conoció a Solomon Lefschetz, quien lo alentó a continuar sus estudios de doctorado en la Universidad de Princeton en 1948, en donde fue alumno de Norman Steenrod, centrando sus estudios en topología algebraica.

## Docencia e investigación
Había impartido clases en la Escuela Nacional de Ingenieros y en la Facultad de Ciencias desde 1946. En 1954, cuando regresó de Princeton, comenzó su labor como investigador en el Instituto de Matemáticas de la UNAM y colaboró para esa institución hasta 1961. Junto con Lefschetz organizó un simposio internacional sobre topología en 1956. Tres años más tarde, ambos personajes organizaron un simposio internacional sobre ecuaciones diferenciales.
Adem fue el responsable de la edición del boletín de la Sociedad Matemática Mexicana desde 1956, y publicó en el mismo, la mayor parte de sus trabajos hasta su muerte. En 1961 comenzó a colaborar para el Centro de Investigación y de Estudios Avanzados (Cinvestav) del Instituto Politécnico Nacional (IPN). Fue miembro fundador y se desempeñó como jefe del Departamento de Matemáticas de 1961 a 1973, trabajó con el doctor Arturo Rosenblueth, y a partir de 1966, fue asesor de la Dirección.

## Académico
A la edad de treinta y nueve años, el 4 de abril de 1960, ingresó a El Colegio Nacional como el miembro más joven de la institución, su discurso fue contestado por el doctor Guillermo Haro, quien precisamente había ingresado siete años antes, a la edad de cuarenta años. Adem fue vocal del Instituto Nacional de la Investigación Científica de 1961 a 1970. Desde 1968, fue miembro del Comité Internacional de la Escuela Latinoamericana de Matemáticas. Fue asesor del Consejo Nacional de Ciencia y Tecnología de México de 1971 a 1976. Fue miembro de la Junta Directiva de la Universidad Autónoma Metropolitana. Fue vocal del Consejo Directivo del Sistema Nacional de Investigadores de 1984 a 1988.
Fue becario de la Fundación Higgins, de la Fundación Rockefeller, de la Fundación Alfred P. Sloan, asimismo obtuvo la Beca Guggenheim. Fue miembro de la American Mathematical Society y coordinador del Programa Multinacional de Matemáticas de la Organización de Estados Americanos (OEA) de 1969 a 1975.

## Aportaciones
En su tesis de doctorado, realizó una investigación que permite caracterizar de manera algebraica problemas de iteración de operaciones con clases de cohomología, método que se conoce como relaciones de Adem. En el campo de la topología algebraica trabajo en la iteración de los cuadrados de Steenrod en sus relaciones y aplicaciones a la geometría. Realizó investigaciones sobre las transformaciones bilineales no singulares y axiales, sobre la construcción de transformaciones normadas, y sobre la existencia de constantes maximales de matrices que anticonmutan. Estudió el problema de Hurwitz acerca de la existencia de transformaciones bilineales en los casos reales, complejos y en los campos arbitrarios.

## Premios y distinciones
- Premio Nacional de Ciencias y Artes en el área de Ciencias Físico-Matemáticas y Naturales por el gobierno federal de México en 1967.[4]
- Doctor honoris causa por la Universidad Michoacana de San Nicolás de Hidalgo.

## Publicaciones
- Algebraic Geometry and Topology (1957).
- Symposium Internacional de Ecuaciones Diferenciales Ordinarias (1961).
- La filosofía y las matemáticas: su papel en el desarrollo (1968) coautor con Fernando Salmerón.
- Lecture Notes in Mathematics (1970).
- Álgebra lineal, campos vectoriales e inmersiones (1978).
- Imagen y obra escogida (1984).
- Obra matemática (1992).

En 1982, fue publicado:
- Symposium on Algebraic Topology in Honor of José Adem por Samuel Gitler.